# Johan Sundberg
Nils Johan „John” Sundberg  (ur. 20 grudnia 1920 w Gävle, zm. 10 lutego 2004 w Jättendal) – szwedzki strzelec sportowy. Brązowy medalista olimpijski z Melbourne.
Specjalizował się w strzelaniu karabinowym. Zawody w 1956 były jego pierwszymi igrzyskami olimpijskimi. Sięgnął po medal w karabinie małokalibrowym w konkurencji trzy postawy (50 m). Brał udział w IO 64. W różnych konkurencjach był medalistą mistrzostw świata.